# 旭川電気軌道東川線
東川線（ひがしかわせん）は、旭川電気軌道が同社の東旭川線と共に運営していた軌道路線である。旅客と貨物の軌道運輸事業を行なっていた。1972年（昭和47年）に軌道営業を終了した。

## 概要
旭川市の旭川四条と東川町を結ぶ郊外路線。東川の有志を中心に設立された東川軌道が1067mm軌間の蒸気軌道として軌道敷設特許を得たが、旭川市内の軌道敷設予定地沿線に人家が多く、将来も増加する見込みとの理由で動力を変更して電気軌道として開業した。
当初の起点は4条20丁目の道路上に設けられた四条駅であったが、農産物出荷と旅客利便のため鉄道省との連帯運輸を目論み、1926年（大正15年）に四条駅と鉄道省旭川駅とを結ぶ軌道敷設特許を申請した。しかし、旭川駅の構内事情を理由に旅客営業は許可されなかったため、いったん貨物線として軌道敷設特許を得たあと、交通量の多い宮下通りとの交差箇所である宮下通18丁目付近から四条駅までの旅客営業許可を申請し、1927年（昭和2年）に旭川一条駅と四条通駅（のちに四条駅を吸収し旭川四条と改称）を設けて旅客運輸営業を開始した。ところが当初よりこの区間の旅客は少なく、10年後の1937年（昭和12年）に旭川一条駅を廃止して旭川一条 - 旭川四条間の旅客営業を取り止め、旭川駅 - 旭川四条間は貨物輸送のみとなった。短期間とはいえ旭川一条駅が旅客の起点となったことは当時の全国時刻表にも記されているが、従前の雑誌記事等ではほとんど触れられていない。
開業後、市街地中心部への路線延長を計画するが他3事業者との競合出願で紛争状態になったため果たせず、旭川市議会が調停に乗り出しその内2社と旭川電気軌道の計3社で旭川市街電鉄を設立し、程なく旭川市街軌道と名称を変更した上で1929年（昭和4年）に最初の路線を開通させている。
東川は上川盆地の米作地帯として知られており、旭川電気軌道は旭川と東川を結ぶ農村鉄道として機能し、旅客・貨物ともに重要な地域交通機関であった。開通から廃止まで電気機関車を持たず、電車が貨車を牽引していた。1929年（昭和4年）には同社の東旭川線が開通して旅客運輸を開始し、翌年終点の旭山公園まで全通した。同社軌道線の全線が完成し、旭川追分で東川線に接続して旭川四条まで乗り入れ運転を実施する。
1949年（昭和24年）3月27日早朝に車庫の風呂場から出火し、車庫及び車両を焼失・破損した。全くの無傷だった電車は東川終点に留置の20号1両のみで、路線の存廃も検討するが札幌市電より四輪単車2両を借り受け、地元バス会社からのバスをチャーターするなどして従来より大型化した新造ボギー車100型の竣功までをしのいだ。戦後の輸送は貨物が1960年（昭和35年）頃、旅客が1965年（昭和40年）頃をピークとして以降は減少し、1963年から1965年には赤字に転落した。
無人駅化や外注化の実施、1968年（昭和43年）には旧旭川市街軌道の後身である旭川バスを吸収して競合路線の整理と事業の効率化をはかるなどしたが、施設の老朽化と沿線住民による軌道廃止運動が高まり、毎年の株主総会では廃止・バス転換を推進する会社側と、国鉄連絡貨物輸送の存続を望む沿線農協等の株主側とで攻防が繰り広げられた。1970年代に入ると国鉄宗谷本線の高架工事の進捗に合わせて旭川市も軌道廃止を要請するようになり、貨物のトラック輸送が可能となったのを受けて農協が廃止に合意し、1972年（昭和47年）の大晦日を運行最終日として運輸営業を終了した。
東川線・東旭川線廃止後も、旭川電気軌道はバス会社として盛業中であり、長く一部のバス停留所の名称には電車時代の駅の名称がそのまま引き継がれてきたが、2010年代半ば頃以降、電車時代から名称が引き継がれてきたバス停の改称が進められている（例:旭川追分→豊岡3条2丁目、4号線→東郵便局前、観音→共栄営業所前など）。
社紋は軌道廃止後も「旭」の字をレールを組み合わせた丸で囲ったデザインが使われている。
なお、旭川市民は旭川電気軌道を「郊外電車」、旭川市街軌道を「市内電車」と呼んで区別していた。

### 路線データ（廃止時）
- 軌間：1067mm
- 電化区間：全線（直流600V）
- 複線区間：
- 閉塞方式：
- 交換可能駅：7（旭川追分、千代田、観音、旭正、上旭正、十号、西川）
- 変電所（水銀整流器式）：旭川追分
- 車庫：旭川追分

## 歴史
- 1925年（大正14年）3月10日 東川軌道が軌道敷設特許申請（旭川市 - 東川村、7M64C、1067mm、蒸気動力）
- 1925年（大正14年）11月30日 東川軌道に軌道敷設特許
- 1926年（大正15年）
  - 1月28日 旭川軌道を設立し社名変更
  - 10月7日 起業目論見書記載事項変更認可（動力を電気に）
- 1927年（昭和2年）
  - 1月15日 定款変更届（社名を旭川電気軌道に）
  - 2月15日 追分（のちの旭川追分） - 十号間 開業
  - 3月6日 十号 - 東川間 開業
  - 3月10日 四条（のちの旭川四条） - 旭川間軌道敷設特許（貨物線として）
  - 4月12日 四条 - 追分間開業
  - 10月15日 四条 - 旭川一条間旅客運輸営業許可
  - 10月20日 四条 - 旭川間 開業（旭川一条 - 旭川間は貨物のみ）
- 1929年（昭和4年）12月30日 同社の東旭川線が部分開通、東川線旭川追分から旭川四条まで乗り入れ運転を開始
- 1930年（昭和5年）12月26日 同社の東旭川線が旭山公園まで開通（軌道線の路線が全通）
- 1937年（昭和12年）11月11日 旭川四条 - 旭川一条間旅客営業廃止（旭川四条 - 旭川間を貨物のみとする）
- 1949年（昭和24年）3月27日 車庫火災により車両焼失・破損
- 1968年（昭和43年）5月14日 旭川バスを吸収合併
- 1972年（昭和47年）
  - 10月31日 運輸営業廃止許可申請
  - 12月22日 運輸営業廃止許可
- 1973年（昭和48年）1月1日 運輸営業廃止実施

## 運行形態
線路は道路上に敷設されたが、旭川市と東川町の市街地部分をのぞいて路肩部分に敷設されており、郊外電車のような様相を呈していた。また、車両も鉄道用の大型のもので路面電車のようなステップがないため、道路中央に設置された駅でもプラットホームがあった。
東川線は旭川四条始発6:40、終発21:35で、おおむね1時間毎の運行であった（旭川追分までは東旭川線と30分毎の交互運行）。ラッシュ時間帯は列車を2本、閑散時は1本使用。旭正駅で列車の行き違いがあった。全線所要時間約40分。
貨物列車は貨車を電車が牽引していた。貨物運行は不定期で、旅客列車のダイヤの隙間を運行した。米の出荷時には終夜運行を実施していた。危険物や高圧ガス以外の貨物は定期列車に牽引されることもあった。

## 車両
電車の集電装置については1954年にトロリーポールからパンタグラフへと変更されているが、車庫内にクレーンがあるため架線高さが高く、パンタグラフが使用できないことから一部車両については廃線までトロリーポールも存置されていた。
6, 8, 10
梅鉢鉄工所、1926年製。開業に際して用意された四輪電動客車。設計認可は1926年10月16日。定員50名（座席22立席28）。電動機は日立製26.25kW×2。1949年の車庫火災で破損し、6は廃車となったものの、8は国鉄旭川工場、10は自社工場にて修繕し復旧した。8は後述のコハ051入線に合わせて廃車、10は老朽化で著しく車体が歪み、正面に筋交いを打ちつけた姿で廃線まで貨車の入れ替え用として姿を留めていた。廃線後、旭川市内で「喫茶店ウメバチ」となったものの後に閉店、解体された。
12, 14, 16
名古屋電車製作所、製造年不詳。東旭川線部分開業に伴い1930年に増備された元名古屋鉄道501、507、508（同鉄道で1930年廃車届）。設計認可は1930年12月4日。定員60名（座席34立席26）。電動機はウエスチングハウス製EC221型50HP×2。12と14は1949年に老朽化を理由により廃車届。16は1949年に付随客車化の改造認可を得るが、実際には、廃車となった電車の台枠に国鉄ナハ10084の木製車体を載せた急拵えの客車が2代目16を名乗った。後述のモハ1001入線に合わせて廃車されたという。
18, 20, 22, 24
日本車輌、1930年製。東旭川線全線開業に際して用意された四輪電動客車。設計認可は18と20が1931年9月28日で定員56名（座席20立席36）、22と24が1932年5月11日で定員50名（座席20立席30）。電動機は東洋電機製36.8kW×2。1949年の車庫火災で破損した18、22、24は書類上、80人乗りボギー電動車(101-103)への改造認可を得た。20は火災に遭わず、晩年は工事用となった。
モハ101-103
日本車輌、1949年製。書類上は同年の車庫火災で破損した18、22、24を復旧の際に改造するとして設計認可を得ているが、実際には新製されたボギー電動客車。改造認可は1950年3月16日。定員80名（座席30立席50）。電動機は東洋電機製37.8kW×4。廃線まで主力として運用され、廃線後はモハ101が東川町郷土館で大切に保存されている。モハ102は1973年4月に旭川追分駅で解体された。
モハ1001
日本車輌、1955年製。ノーシル・ノーヘッダのスマートな車両で、ドアエンジン付き。製造当初よりラジオ放送をスピーカーより流す装置をメーカーオプションにより備えていた。設計認可は1955年9月9日。定員120（座席60立席60）。電動機は東洋電機製60kW×4。廃線後、旭川市立郷土博物館に置かれていたが、現在は東旭川農村環境改善センターで大切に保存されている。
モハ501
日本車輌、1956年製。定山渓鉄道モハ100形の車体や部品を利用して製造されたとされているが、台車や各種部品などが1001と共通設計である。ドアエンジン付き。設計認可は1958年4月12日。定員は100名（座席44立席56）。電動機は東洋電機製37kW×4。廃止後、モハ103やコハ051、排雪車などと共に洞爺湖畔の施設に置かれていたが、1990年代初めに解体された。
コハ051
鉄道省小倉工場、1936年製。国鉄キハ05を購入して気動車として認可を受けたが、エンジンの老朽化が著しく、付随客車として設計変更した。なお、国鉄との売買契約書ではキハ0516となっているが、竣功図に記された製造年や改造年、銘板表記より、倶知安区でキハ0516と同日に廃車となったキハ0512の振り替えと推測されている。
電動排雪車（無番号）
1951年、自社工場改造。2軸貨車を基にしたロータリー除雪車。木造車体の後ろ半分程が機械室と運転室で、前半分が無蓋。無蓋部分の先端にロータリーを装備している。自走能力は無く、電車に後押しされて使用する。過負荷運転の連続に弱い電動車を負荷の大きいロータリー除雪車として用いる例は少ない。日本国内では他には栃尾鉄道ユキ1、札幌電気軌道の試作ロータリー車などがある。
電動排雪車（無番号）
汽車会社、1931年製。廃線となった旭川市街軌道の排1 （ロータリーブルーム式） を購入したもの。設計認可は1958年9月16日。入線に際し、片側のトロリーポールを撤去してパンタグラフが設置された。
ワ101-104, ワ24
開業に際して鉄道省より払い下げを受けた11t積の木製2軸有蓋貨車。鉄道省での番号はワ52436、53044、53036、54945、53652（改番時の順序不明）。設計認可は1927年7月11日。ワ101-104は国鉄線直通可能であった。ワ104のみ1967年廃車。
ト31-33
開業に際して鉄道省より払い下げを受けた10t積の木製2軸無蓋貨車。鉄道省での番号はト14344、14303、14253（改番時の順序不明）。設計認可は1927年7月11日。ト32は1965年に廃車。
セキ1, 1001
国鉄より購入したボギー石炭車で、セキ1が元セキ118、セキ1001が元セキ1217。設計認可は1951年11月19日。軌道入線中に脱線事故を起こして破損したため、責任上国鉄より購入したとされているが、設計認可申請書や売買契約書にそのような記載はなく、詳細は不明。1954年に三菱鉱業大夕張鉄道 に売却されてセキ1、2となり、現在も保存中。
トム50001
ト32が1965年に廃車になったあと、国鉄より購入した元トム54747。自社線内のみで使用された。

## 駅一覧
*：交換可能駅、#：路線廃止に先だって廃止された駅
- 旭川四条駅 - 四条廿丁目駅# - 牛朱別駅# - 旭川追分駅* - 二号線駅 - 千代田駅* - 四号線駅 - 観音駅* - 坂ノ上駅 - 旭正駅* - 上旭正駅* - 上七号線駅 - 十号駅* - 九号駅 - 西川駅* - 西六号駅 - 東川学校駅 - 東川駅
- （貨物線）旭川四条駅 - 旭川一条駅 - 旭川駅

## 接続路線
事業者名は東川線営業当時のもの
- 旭川駅（貨物）：国鉄宗谷本線・富良野線
- 旭川四条駅：国鉄宗谷本線（旭川四条仮乗降場、1957年 - 1973年）・旭川市街軌道四条線（四条十七丁目、1929年 - 1948年）
- 旭川追分駅：旭川電気軌道東旭川線